# Surniinae
Surniinae é uma subfamília da ordem Strigiformes e da família Strigidae, todos relativos aos rapinantes. Inclui os seguintes gêneros:
- Aegolius Kaup, 1829
- Athene Boie, 1822
- Glaucidium Boie, 1826
- Heteroglaux Hume, 1873
- Micrathene Coues, 1866
- Ninox Hodgson, 1837
- Sceloglaux Kaup, 1848
- Surnia Dumeril, 1805
- Uroglaux Mayr, 1937
- Xenoglaux O'Neill & G. R. Graves, 1977